# TsAGI

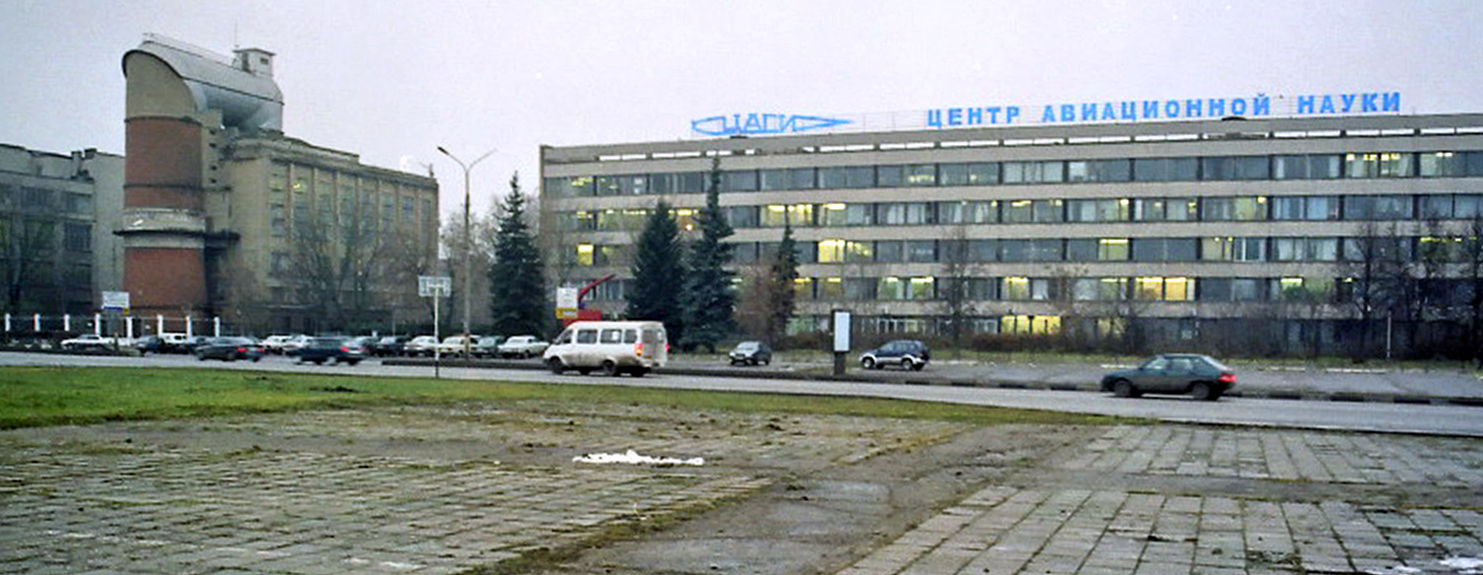
TsAGI, à gauche - Soufflerie subsonique T-105

TsAGI est l'acronyme russe de Institut central d'aérohydrodynamique (Централный Аерогидродинамический Институт, ЦАГИ). C'est le plus important institut de recherche aérospatiale de Russie.

## Historique

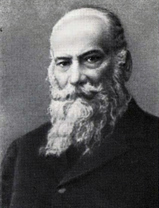
Nikolai Joukovski, scientifique russe, père fondateur de l'aérodynamique et de l'hydrodynamique moderne et fondateur du TsAGI.

Il fut fondé le 1er décembre 1918 à Moscou par le père de l'aviation aéronautique russe, Nikolaï Joukovski avec Andreï Tupolev et Sergueï Tchaplyguine.
De 1925 au milieu des années 1930, le TsAGI développa et hébergea l'AGOS de Tupolev (Aviatziya, Gidroaviatziya i Opytnoye Stroitelstvo, en français : Aviation, hydraviation, et construction expérimentale), le premier bureau d'études aéronautique en Union soviétique, et le principal à cette époque là. En 1930, il existait deux autres bureaux d'études majeurs dans le pays, le TsKB Iliouchine (Tsentralnoye Konstruksionnoye Byuro, en français : Bureau d'études central) et l'indépendant et éphémère équipe Kalinine à Karkiv.
Depuis 1935, il est partiellement déplacé à Joukovski dans l'oblast de Moscou, une ancienne datcha transformée en nouvelle cité moderne. Le 23 avril 1947, la cité reçue le statut de ville. La branche moscovite de l'institut est actuellement connue sous le nom de MAGI (Complex de Moscou du TsAGI).
En 1965, à Joukovski, une faculté de mécanique aéronautique dépendante de l'Institut de physique et de technologie de Moscou fut installé au TsAGI ; elle était destinée à préparer les jeunes spécialistes à résoudre les problèmes complexes de l'industrie aéronautique.
C'est là que furent posées les bases des sciences aérospatiales russes et développés de nombreux avions et fusées célèbres, dont dernièrement la fusée Energia et la navette spatiale Bourane. Il continue encore aujourd'hui de travailler en coopération avec de nombreux instituts de recherche de renommée mondiale.

## Domaines de recherche
- Aérodynamique
- Résistance des matériaux
- Acoustique
- Hydrodynamique
- Dynamique du vol
- Mesures

## Principaux ingénieurs
- Nikolaï Joukovski
- Andreï Tupolev
- Pavel Soukhoï
- Semion Lavotchkine
- Vladimir Petliakov
- Leonid Sedov